# Рень Віктор Олексійович
Рень Віктор Олексійович (нар. 18 травня 1951, Дубов'язівка, Сумська область, УРСР) — інструктор-випробувач авіаційно-космічної техніки. Герой Росії (2005).

## Життєпис
Народився 18 травня 1951 року в смт. Дубов'язівка Конотопського району Сумської області УРСР.
Після закінчення середньої школи вступив до Ленінградського інституту кіноінженерів, проте незабаром покинув навчання у зв'язку із сімейними обставинами.
У 1969 році був призваний до лав Радянської Армії. Після проходження строкової служби в армії, в 1971 році вступив до Ризького вищого військового авіаційного інженерного училища імені Якова Алксніса. Закінчив училище з відзнакою, що дозволило йому працювати в Центрі підготовки космонавтів (ЦПК). Першою його посадою в 1975 році стала посаду інженера контрольно-реєструючої апаратури в 70-му окремому випробувальному тренувальному авіаційним полку особливого призначення імені В. С. Серьогіна, який був прикріплений до ЦПК.
З 1980 року почав працювати випробувачем космічної техніки в льотно-випробувальному відділенні льотної служби ЦПК.
Зараз він працює заступником начальника третього управління (спеціальні види підготовки космонавтів) Центру підготовки космонавтів.
Продовжує роботу в Центрі підготовки космонавтів. Живе в Зоряному містечку Московської області.

## Нагороди
- За мужність і героїзм, проявлені при випробуванні авіаційно-космічної техніки, Указом Президента Російської Федерації від 24 листопада 2005 полковнику Реню Віктору Олексійовичу присвоєно звання Героя Російської Федерації
- Орден «За військові заслуги» (Росія) (12 квітня 2000 року).
- Медалі